# 織田信貞 (丹波柏原藩主)
織田 信貞（おだ のぶさだ）は、江戸時代後期の大名。丹波国柏原藩の第7代藩主。通称は瀬之助、千之助、大学。官位は従五位下・出雲守。高長系織田家10代。

## 生涯
享和3年（1803年）、第5代藩主・織田信守の長男として江戸にて誕生した。初名は長保。織田信古の養子となる。
天保13年（1842年）2月15日、第12代将軍・徳川家慶に御目見する。同年3月9日、信古の隠居により家督を相続する。天保14年12月16日（1844年）、従五位下・出雲守に叙任する。儒学者の小島省斎を招き、藩で講義を行なわせた。
弘化3年12月18日（1847年）、柏原において死去、享年44。柏原・徳源寺に葬られた。跡を養子の信敬が継いだ。

## 系譜
- 父：織田信守（1772年 - 1840年）
- 母：田中氏
- 養父：織田信古（1794年 - 1847年）
- 正室：寿姫 - 堀直庸の四女
- 養子
  - 男子：織田信敬（1836年 - 1853年） - 細川行芬の三男
  - 女子：良性院 - 鶴姫、織田信古の長女、織田信敬正室